# El Geni de la Llibertat
El Geni de la Llibertat, també conegut com El Geni de la Bastilla, és una estàtua de bronze daurat creada per Auguste Dumont el 1836. Es troba damunt de la Columna de Juliol, a la Plaça de la Bastilla de París.

## Descripció
D'una alçada de 4 metres, l'estàtua del Geni de la Llibertat corona la Columna de Juliol des de 1836, data del seu encàrrec i lliurament. És una estàtua al·legòrica que representa la Llibertat sota els trets masculins, representa un geni alat que branda, a la mà dreta una torxa i a l'esquerra les cadenes trencades del despotisme, tot llençant-se pels aires des del seu peu esquerre.

## Història
Aquesta estàtua està feta a partir d'un model de guix esculpit per l'artista el 1833 a mitja mida, conservat al museu de Semur-en-Auxois (Côte-d'Or). Una prova en bronze del model de guix es va realitzar posteriorment a la foneria Thiébaut Frères el 1885, poc després de la mort de l'escultor, per encàrrec del Museu del Louvre, on encara es conserva.
Aquesta obra apareix al revers de la moneda de deu francs de tipus Genie de la Bastille creada l'any 1988.
L'estàtua gaudeix de la protecció del conjunt de la columna, classificada com a monument històric des del 29 de septembre de 1995.

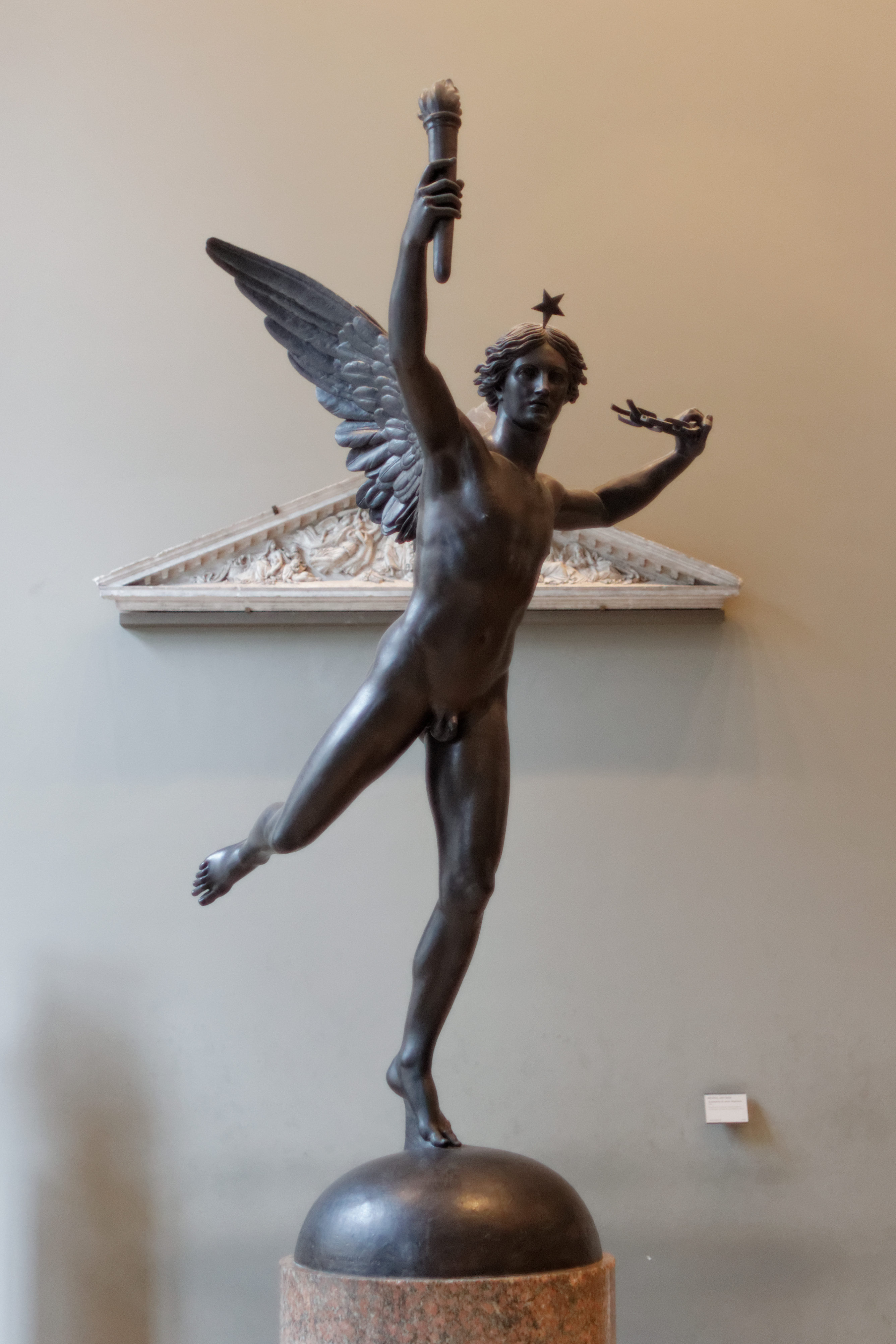
El Geni de la Llibertat, bronze de 1885, París, Museu del Louvre.

## Símbol
Al·legoria masculina, l'obra produïda sota la Monarquia de juliol trenca amb la tradició artística de l'època, evitant una representació femenina que hauria estat una referència massa explícita a la Llibertat revolucionària i republicana. Des de la mateixa perspectiva, el geni no porta cap barret frigi, atribut habitual de la Llibertat.

## Celebració del bicentenari de la Revolució Francesa
Al final d'un conveni signat el 8 de juny de 1988 entre l'Ajuntament de Semur-en-Auxois, representat pel seu alcalde, Robert Morlevat, Matthieu Pinette, conservador del museu municipal de Semur-en-Auxois, i Sophie Lescot, editora, es realitza una edició artística de l'estàtua, en forma de reproduccions exclusives, d'edició limitada i numerada.
El motlle realitzat a Semur-en-Auxois pels tallers SDDN, proveïdors dels museus nacionals, va permetre al taller d'escultura de la Manufactura nacional de Sèvres realitzar una reducció fidel a l'original.
Fosos en bronze per la foneria parisenca Chardon, cisellats i patinats a mà o daurats amb or fi de 24 quirats, els exemplars d'aquesta edició d'art, numerats, eren les úniques reproduccions del Geni de la Llibertat que es van crear amb materials i mides diverses.